# کارشیاکا
کارشیاکا (به لاتین: Karşıyaka) یک منطقهٔ مسکونی در ترکیه است که در استان ازمیر واقع شده‌است. کارشیاکا ۳۱۵٬۰۰۸ نفر جمعیت دارد.

## خواهرخوانده
شهر کشکایش خواهرخواندهٔ کارشیاکا هست.

## نگارخانه

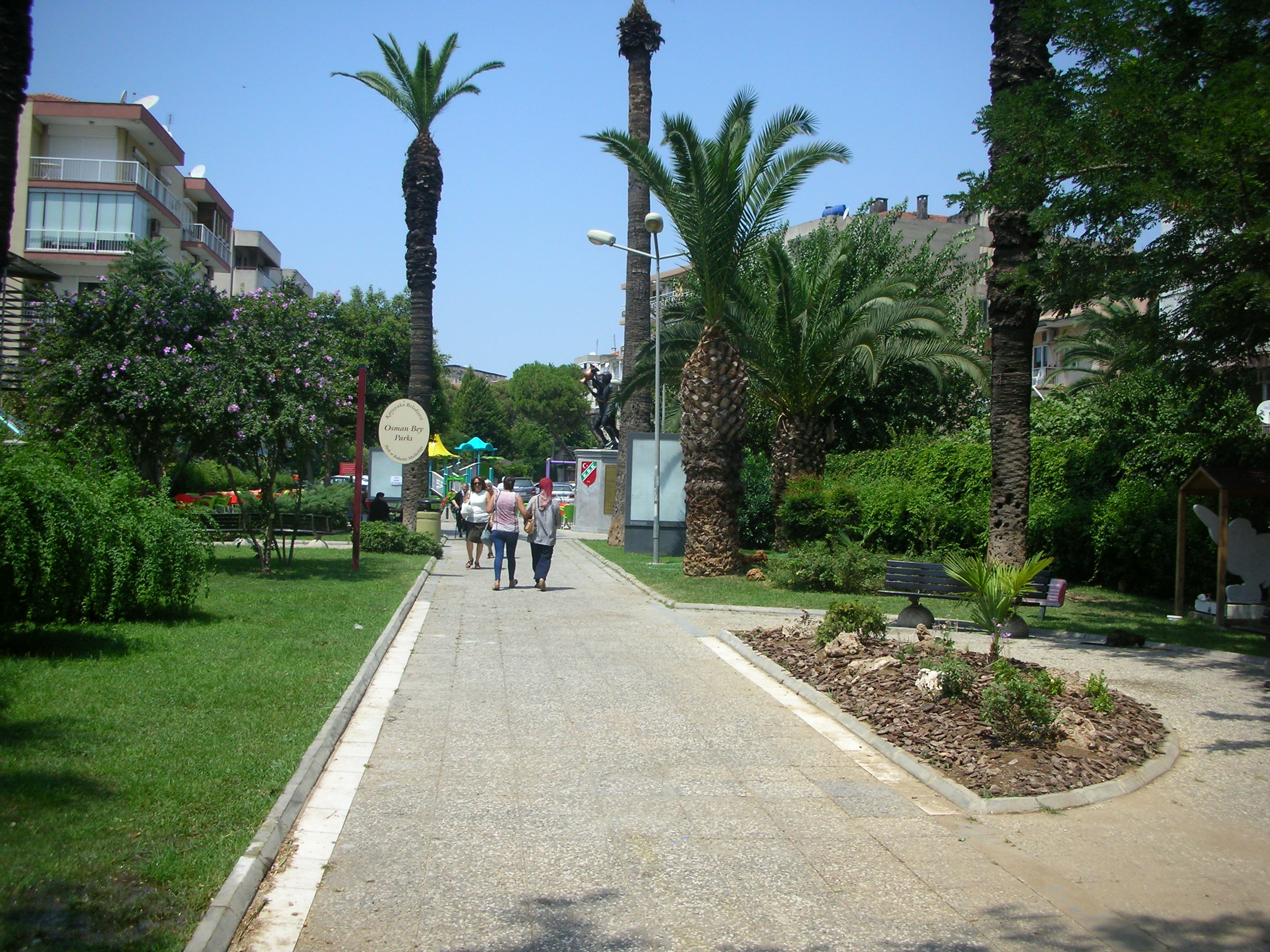
Osman Bey Park is one of the most popular places of Karşıyaka
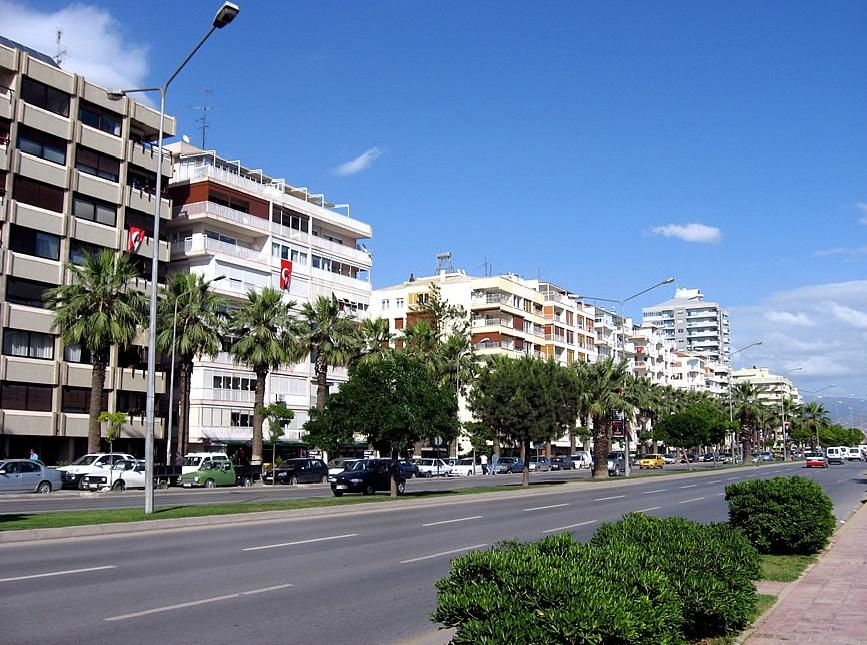
Typical residential buildings of the Karşıyaka neighbourhood
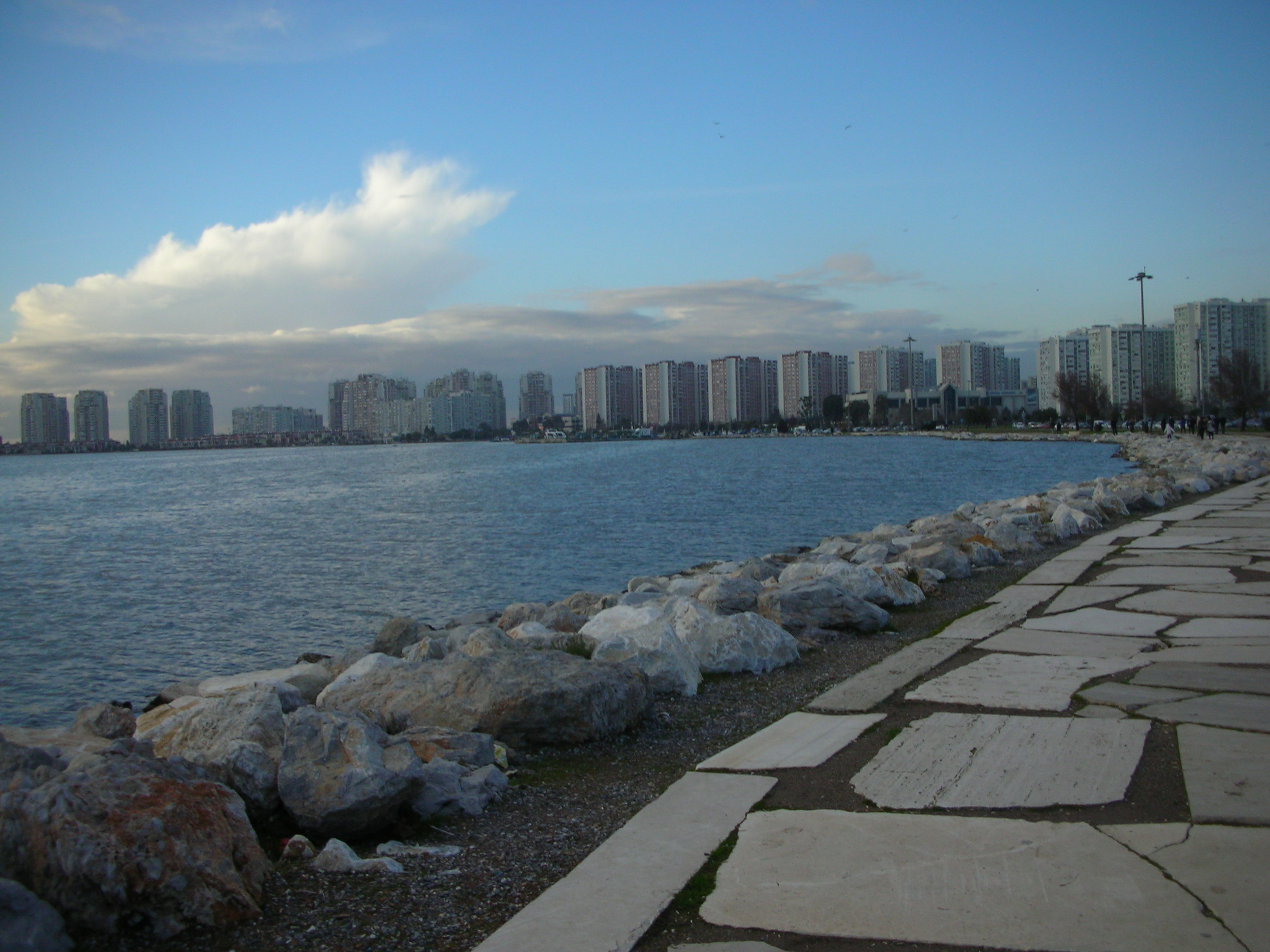
A view of buildings in Mavişehir from Bostanlı shore
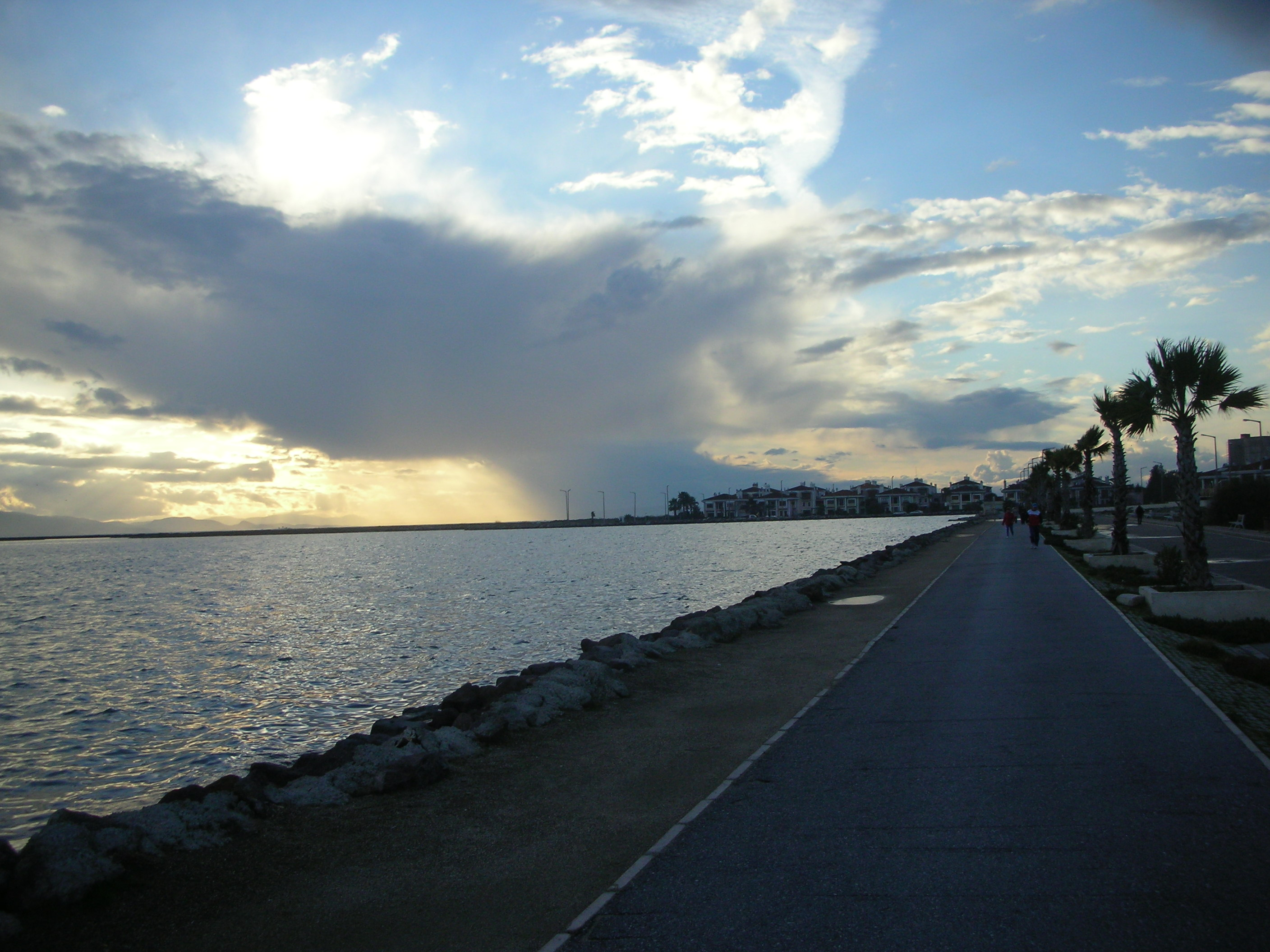
A view of Mavişehir shore